# Peter Ketnath
Peter Ketnath (Múnich, 6 de enero de 1974) es un actor alemán, más conocido por interpretar a Joachim "Jo" Stoll en la serie SOKO Stuttgart.

## Biografía
Habla con fluidez alemán, portugués, inglés y español.

## Carrera
En 1995 interpretó a Leo Knie en la película "Und keiner weint mir nach" de Joseph Vilsmaier. También ha aparecido en numerosas obras de teatro, la televisión y el cine. En 1999 interpretó a Sepp Gschwendner durante el episodio "Tod aus dem All" de la serie Der Bulle von Tölz; volvió a aparecer como invitado en la serie dando vida a Martin Engelmann durante el episodio "Liebesleid" en 2005.
En 2000 se unió al elenco de la serie Klinikum Berlin Mitte - Leben in Bereitschaft, donde interpretó al médico Daniel Thies hasta 2002. En 2005 comenzó a interpretar al doctor Christian Blumenthal en la serie Die Gerichtsmedizinerin, papel que dio vida hasta 2008. En 2006 se unió al elenco de la serie Pé na Jaca, donde interpretó a Jean Luc. En 2008 apareció como invitado en la serie In aller Freundschaft, donde dio vida a Andreas Bergmann en el episodio "Geben und Nehmen"; anteriormente había aparecido por primera vez en la serie en 2002, cuando interpretó a Frank Schmitt durante el episodio "Der Held des Tages". En 2009 se unió al elenco principal de la popular serie policíaca alemana SOKO Stuttgart, donde interpreta al inspector Joachim "Jo" Stoll hasta ahora. Interpretó nuevamente este papel en 2013, durante la miniserie SOKO: Der Prozess.

## Filmografía

### Series de televisión
| Año             | Serie                                                | Personaje                | Notas                                       |
| --------------- | ---------------------------------------------------- | ------------------------ | ------------------------------------------- |
| 2009 - presente | SOKO Stuttgart                                       | Joachim "Jo" Stoll       | 141 episodios                               |
| 2013            | Kripo Holstein - Mord und Meer                       | Dr. Konstantin Nater     | episodio "Todesengel in weiß"               |
| 2013            | SOKO: Der Prozess                                    | Joachim "Jo" Stoll       | episodio "Die Falle" - miniserie            |
| 2009            | Lasko - Die Faust Gottes                             | Copiloto                 | episodio "Flug 691"                         |
| 2009            | Tatort                                               | Fabian Keller            | episodio "Im Sog des Bösen"                 |
| 2005 - 2008     | Die Gerichtsmedizinerin                              | Dr. Christian Blumenthal | 12 episodios                                |
| 2008            | In aller Freundschaft                                | Andreas Bergmann         | episodio "Geben und Nehmen"                 |
| 2008            | Alice                                                | DJ Wolf                  | episodio "Pela Toca do Coelho"              |
| 2008            | Alarm für Cobra 11 - Die Autobahnpolizei             | Philip Schenk            | episodio "Leben und leben lassen"           |
| 2008            | Im Tal der wilden Rosen                              | Terence Hudson           | episodio "Gipfel der Liebe"                 |
| 2007            | Die Rettungsflieger                                  | Guido                    | episodio "Entscheidungen"                   |
| 2006            | Pé na Jaca                                           | Jean Luc                 | 16 episodios                                |
| 2006            | Die Rosenheim-Cops                                   | Tobias Pölz              | episodio "In der Höhle des Mörders"         |
| 2005            | Der Bulle von Tölz                                   | Martin Engelmann         | episodio "Liebesleid"                       |
| 2004            | SOKO 5113                                            | Henning Lettmann         | episodio "Mord im zweiten Stock"            |
| 2004            | Einmal Bulle, immer Bulle                            | Lukas Meissner           | episodio "Die Stimme des Mörders"           |
| 2002, 2004      | Edel & Starck                                        | Abogado de Kant          | 2 episodios                                 |
| 2000 - 2002     | Klinikum Berlin Mitte - Leben in Bereitschaft        | Dr. Daniel Thies         | 29 episodios                                |
| 2001            | Die Manns - Ein Jahrhundertroman                     | Franz Westermeier        | episodio "Teil 3" - miniserie               |
| 2000            | OP ruft Dr. Bruckner - Die besten Ärzte Deutschlands | -                        | episodio "Verschüttet"                      |
| 2000            | Der letzte Zeuge                                     | Harry Till               | episodio "Der vierte Mann"                  |
| 1999            | Schloßhotel Orth                                     | Björn                    | episodio "Außer Konkurrenz"                 |
| 1998            | Derrick                                              | Leopold Kordes           | episodio "Herr Kordes braucht eine Million" |
| 1998            | Zugriff                                              | -                        | episodio "Techno-Connection"                |
| 1998            | Zwei Brüder                                          | Uli Neumaier             | episodio "Tödliche Träume"                  |
| 1997            | Die Unzertrennlichen                                 | -                        | episodio "Die Spur des Glücks"              |

### Películas
| Año  | Título                             | Personaje       | Notas                                          |
| ---- | ---------------------------------- | --------------- | ---------------------------------------------- |
| 1996 | Und keiner weint mir nach          | Leo Knie        | junto a Nina Hoss                              |
| 1996 | Eine Herzensangelegenheit          | Peter Schmalz   | junto a Martin Benrath                         |
| 1996 | Minona                             | Franz           | junto a Amira Casar                            |
| 1998 | Preis der Unschuld                 | Martin          | junto a Mathieu Carriere                       |
| 2002 | Der weisse Hirsch                  | Moritz          |                                                |
| 2003 | Spurlos - Ein Baby verschwindet    | Vater           | junto a Maria Simon                            |
| 2005 | Cinema, Aspirinas e urubus         | Johann          | junto a Joao Miguel                            |
| 2006 | Deserto Feliz                      | Mark            | junto a Nash Laila                             |
| 2007 | Wie angelt man sich seine Chefin?  | Heiko Mager     | junto a Sophie Schütt                          |
| 2008 | Die Geschichte vom Brandner Kaspar | Toni Birk       | junto a Lisa Potthoff                          |
| 2008 | Im Tal der wilden Rosen            | Terence         | junto a Ralf Bauer                             |
| 2009 | Richterin ohne Robe                | Richter Ansorge | junto a Jutta Speidel, Udo Wachtveitel         |
| 2014 | Os homens sao de marte...          | Nick            | junto a Monica Martelli                        |
| 2015 | Nimuendaju                         | Nimuendaju      | junto a Izadora Fernandes y Wilson Oliveira    |
| 2015 | Soledad                            | Cowboy          | junto a Joana Gatis, Rita Carelli              |
| 2016 | Another Forever                    | Tom             | junto a Daniela Escobar, Marlon Moreno         |
| 2017 | Rio-Santos                         | Tedesco         | junto a Bruna Marquezine, Fernando Alves Pinto |